# 小行星24626
小行星24626（24626 Astrowizard）是一颗绕太阳运转的小行星，为主小行星带小行星。该小行星于1980年10月9日发现。

## 轨道参数
小行星24626的轨道半长轴为2.7765214 UA，离心率为0.283。